# Strychowiec
Strychowiec (dawniej alt. Strychowice) – część wsi Celejów w Polsce, położona w województwie lubelskim, w powiecie puławskim, w gminie Wąwolnica. Strychowiec tworzy specyficzną półenklawę w północno-zachodnim narożniku gminy.
Strychowice to dawny folwark należący do parafii Klementowice. W 1827 roku posiadał 3 domy i 24 mieszkańców. W XIX wieku znajdował się tu urząd gminy Celejów w powiecie nowoaleksandryjskim w guberni lubelskiej. W 1921 roku liczba mieszkańców wynosiła 21.